# Collectum
Collectum är oberoende valcentral och knutpunkt för den kollektivavtalade tjänstepensionen ITP. Collectums uppdrag är att
- upphandla försäkringsbolag som tjänstemännen kan välja att förvalta sina ITP-pengar hos
- vara valcentral för ITP-valet och ITPK-valet
- administrera ITP-planen och fakturera arbetsgivarna för ITP- och ITPK-premier samt se till att pengarna förmedlas till de förvaltare tjänstemännen valt
- ge företag och tjänstemän objektiv information om tjänstepensionen ITP.

Varje år skickar Collectum ut det röda kuvertet med ett personligt årsbesked till alla ITP-försäkrade.
Collectum ägs av Svenskt Näringsliv och PTK och har funnits som självständigt bolag sedan 2005, efter att tidigare ha varit en del av Alecta.